# 남붕 국립공원

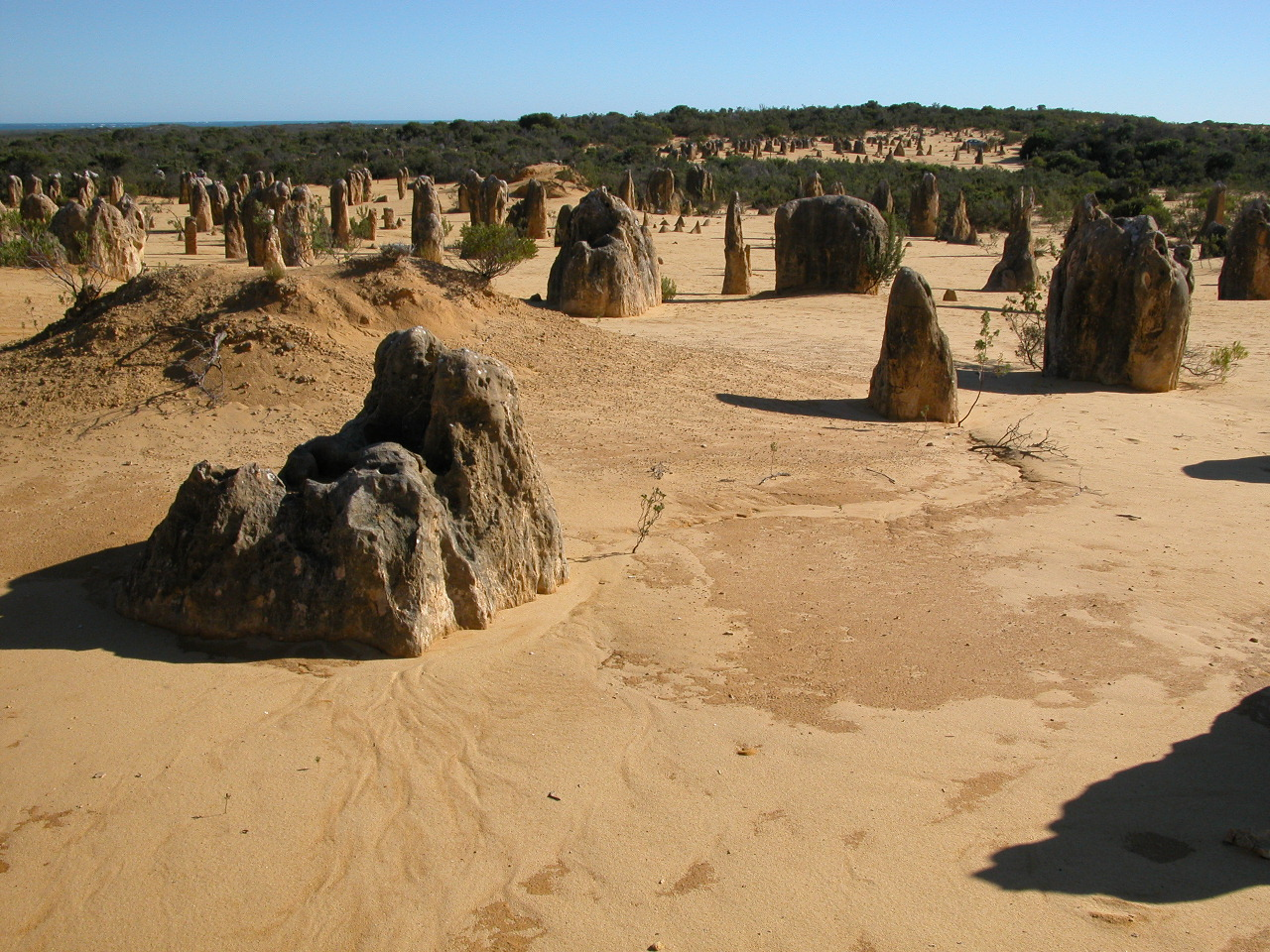
‘피너클’로 불리는 자연 석회암 기둥

남붕 국립공원(Nambung National Park)은 웨스턴오스트레일리아주 휫벨트에 위치한 호주의 국립공원이다. 퍼스의 북서쪽으로 162 km 떨어져 있다. 면적은 19,268 헥타르이다.
‘남붕’은 오스트레일리아 토착민 말로 굽었다는 뜻으로, 이곳으로 빠지는 남붕강을 가리킨다. 사막, 해변, 숲 등 다양한 자연환경이 있는데, 특히 모래 위로 석회암 기둥이 솟아있는 피너클스 사막, 하얀 모래사장인 화이트비치 등이 유명하다. 또한 캥거루, 포섬, 에뮤, 코카투 앵무새 등 다양한 야생동물이 서식하고 있다.